# Ропп
Ропп, Рооп, фон-дер-Ропп (нем. von der Ropp) — баронский род.

## Происхождение и история рода
Род уже в XIII веке существовал в Лифляндии; происходит от Готфрида, выстроившего в 1183 году замок Ропп в Вестфалии.
Дитрих фон-дер Ропп был в 1493 году послом епископа дерптского к Иоанну III в Москву.
Род баронов Ропп 17 октября 1620 года был внесён в матрикул Курляндского дворянства; позднее — в V часть родословных книг Новгородской и Санкт-Петербургской губерний.

## Известные представители
- Рооп, Александр Иванович (Александр Константин Вольдемар; 1864 — после 1913) — русский архитектор (гражданский инженер).
- Рооп, Богдан Антонович (1795—1865) — русский генерал-майор.
- Рооп, Владимир Христофорович (1865—1929) — русский генерал-лейтенант, георгиевский кавалер.
- Ропп, Евгений Эдуардович (1867—1917) — русский генерал-лейтенант[2].
- Ропп, Евстафий (Густав) Антонович (1788—1842) — русский генерал-майор, комендант Гатчины.
- Ропп, Иоганн Готгардович (? — 1741) — русский генерал-майор.
- Ропп, Госвин фон дер[нем.] (1850—1919) — немецкий историк, уроженец Российской империи.
- Ропп, Николай Васильевич (1848—1916) — русский генерал от кавалерии.
- Ропп, Рафаил Вильгельмович (1849—1904) — русский генерал-майор.
- Рооп, Христофор Христофорович (1831—1917) — русский генерал от инфантерии.
- Ропп, Христофор Христофорович (Христофор-Фромгольд; ?—1728) — русский генерал-поручик (1726; на русской службе с 1703).
- Рооп, Эдуард Юльевич (Эдвард; 1851—1939) — католический митрополит Могилёвский, в эмиграции жил в Польше.

## Описание герба
По Долгорукову
В серебряном поле чёрное стропило с пятью зубцами.
На щите дворянский шлем; на нём баронская корона, из коей выходят пять павлиньих перьев; намёт серебряный, подложенный чёрным.